# Slotplaats
De Slotplaats (Fries: slotpleats) is een 200 hectare groot landgoed nabij Bakkeveen. Het gebied is sinds 1997 eigendom van Natuurmonumenten. Ten westzuidwesten van de Slotplaats ligt 't Oude Bosch, waar zich ook de Freulevijver bevindt.
Het gebied wordt gekenmerkt door grote brede lanen met veel oude bomen. Het gebied bestaat voornamelijk uit bos, zowel loofbomen als naaldbomen.

## Geschiedenis
De Slotplaats werd in 1668 aangelegd toen de familie Aylva een slot liet bouwen, het Blauwhuis genoemd. Dit Blauwhuis werd in 1838 afgebroken. In 1818 verrees achter het Blauwhuis een landgoedwoning, die in 1920 verbouwd is tot de huidige vorm van het theehuis De Slotplaats. Rond 1750 werd begonnen met het aanplanten van het bos als onderdeel van een siertuin. Vanaf het einde van de 19e eeuw zijn de onrendabel geworden gronden ten westen van de Slotplaats aangeplant met productiebos. Deze gronden bestonden voor een groot deel uit gedegradeerde of verlaten middeleeuwse agrarische veenontginningen. De historische verkaveling van deze veenontginningen is nog altijd duidelijk terug te vinden in de huidige landgoedbossen. In het voormalige koetshuis van het slot is een informatiepunt ingericht.

## Schans
In het gebied ligt een schans. Deze is in oude staat hersteld. Het gaat hier vermoedelijk om een oefenschans. Hij is door de wiskundige Johann Hermann Knoop ontworpen. Hij heeft naar alle waarschijnlijkheid nooit enige militaire betekenis gehad.

## Erkenning
Restaurant De Slotplaats was in 2024 finalist in de Europese wedstrijd voor de Gaia Green Awards voor horecabedrijven die uitblinken in het verduurzamen van hun organisatie.

## Afbeeldingen

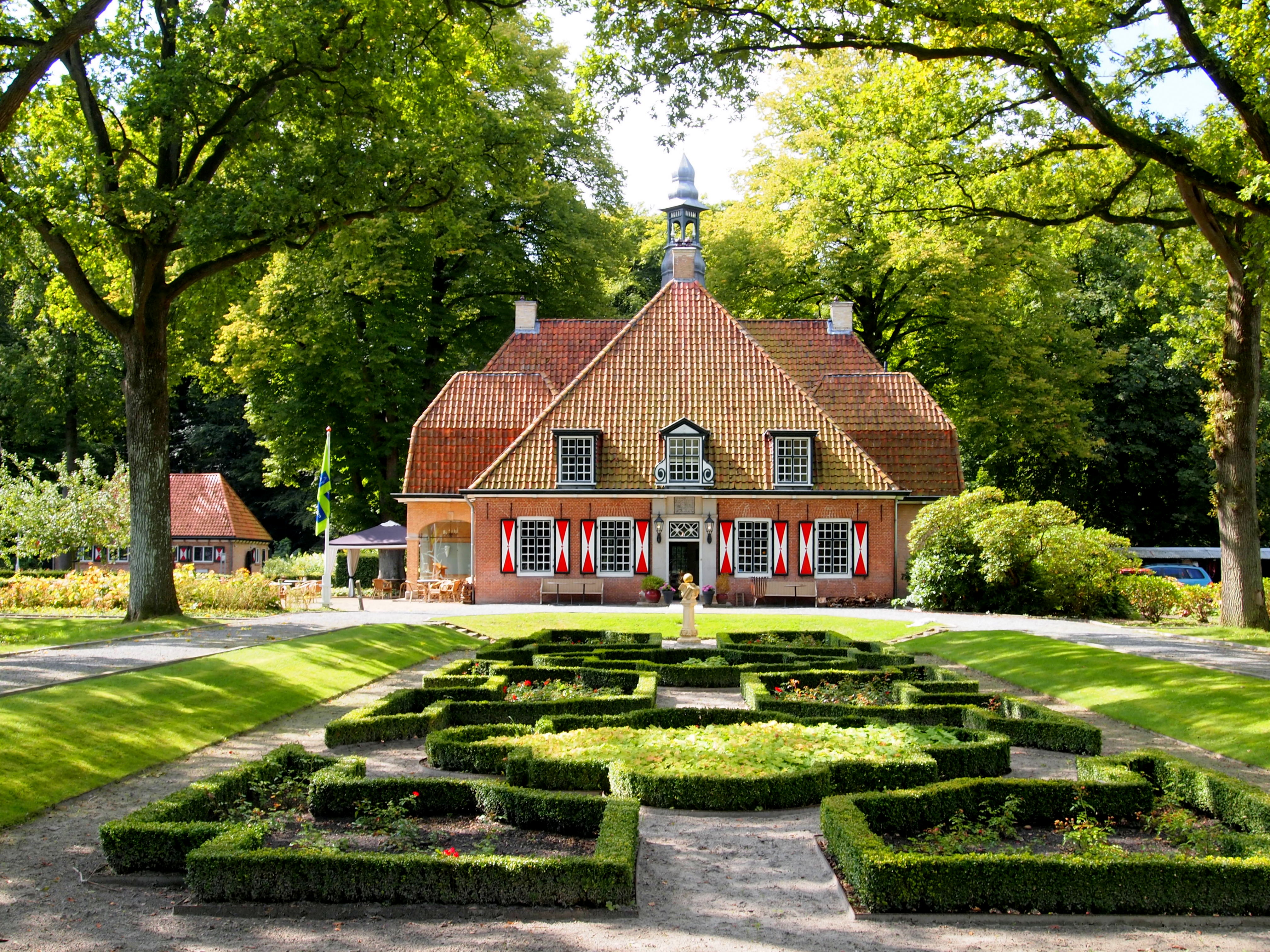
Slotplaats Bakkeveen
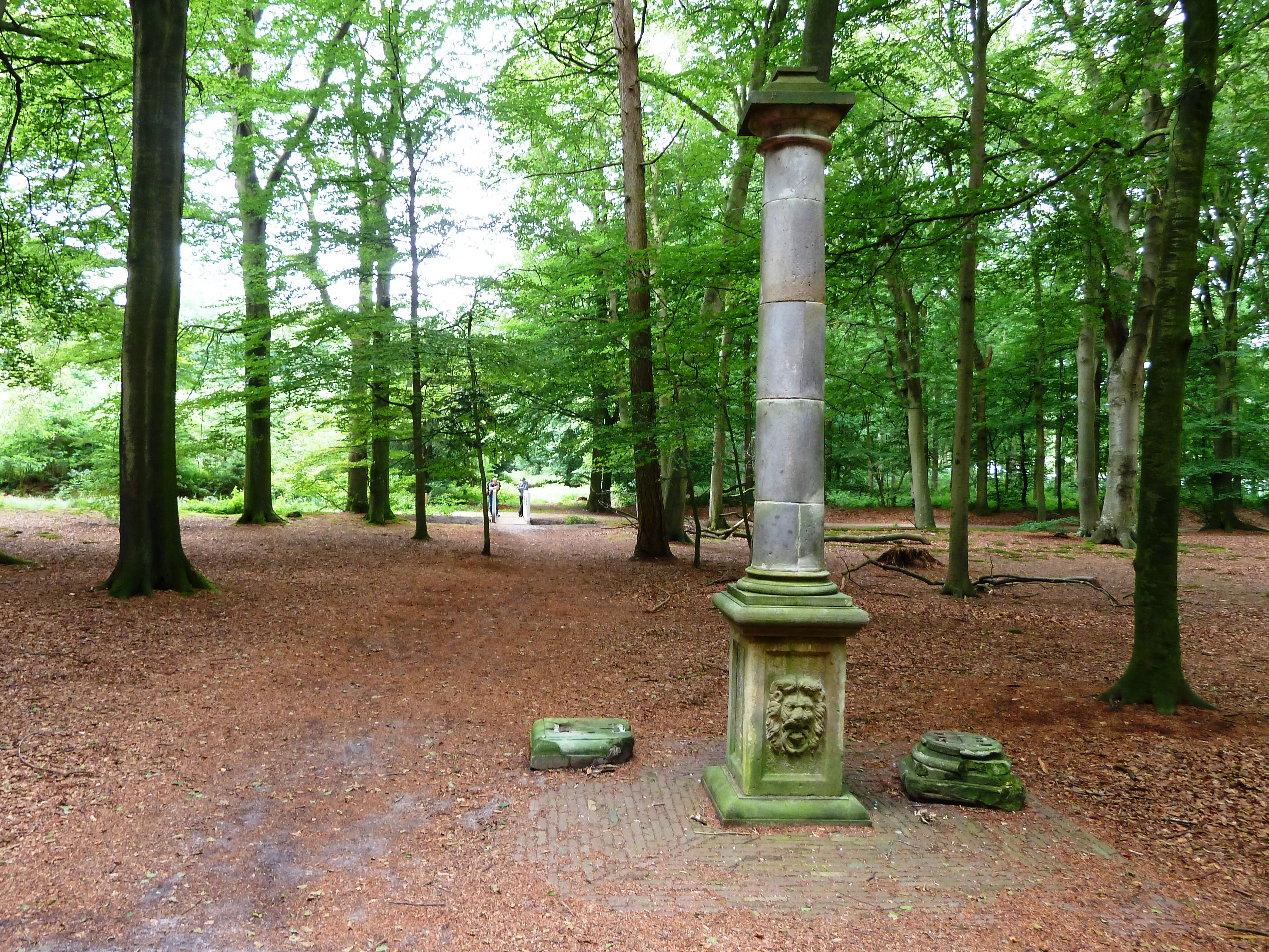
De Burmaniazuil waarvan oorsprong en functie onbekend zijn